# La Sala del Cel
La Sala del Cel fou una discoteca de la ciutat de Girona, fundada el 1982 per Josep Pérez al barri de Pedret com a sala de ball amb música en directe. Al seu escenari van actuar Sopa de Cabra, Els Pets, Kitsch, Decibelios, Los Ronaldos, Esplendor Geométrico i Brighton 64, entre d'altres.
A la dècada de 1990, es va convertir en un dels clubs de referència de la música electrònica més avançada d'Europa, incorporant a l'espai elements singulars com una sala de videojocs, perruqueria, actuacions artístiques i la gran terrassa exterior amb piscina. En aquella època van passar per la seva cabina de discjòquei autèntiques celebritats internacionals com David Pastilles, Jeff Mills, Laurent Garnier i Cristian Vogel.
L'any 2009, La Sala del Cel va canviar de propietaris i la discoteca es va obrir com a Pacha i adoptant, posteriorment, altres personalitats efímeres.